# Le Rozier
Le Rozier je francouzská obec, která se nachází na jihozápadě departementu Lozère v regionu Occitanie na soutoku řek Tarn a Jonte. Le Rozier je venkovská obec, v níž v roce 2020 žilo 132 obyvatel. Le Rozier leží asi 14 km severovýchodně od města Millau.

## Geografie
Katastrální území obce Le Rozier leží v pohoří Cévennes na náhorní plošině Causse Méjean na ploše 2,03 km². Na jejím malém území se nalézá pozoruhodné přírodní dědictví: lokalita Natura 2000 (Gorges du Tarn et Gorges de la Jonte) a dalších šest ekologicky, faunisticky a floristicky zajímavých přírodních oblastí.
Le Rozier dominuje vyhlídková skála Rocher de Capluc připomínající zříceninu hradu.
Turistická trasa GR 6, která je součástí trasy Chemin de Saint-Guilhem, vede z obce Saint-Pierre-des-Tripiers a vrací se do ní, obchází obec v délce více než pěti kilometrů podél soutěsky Gorges du Tarn a prochází severní částí obce.

## Historie
Na soutoku řek Tarn a Jonte nazývaném "Inter-Aquas" (tj. mezi vodami), se usadili galorománští hrnčíři, kteří zde vyráběli keramiku (do druhého nebo třetího století našeho letopočtu). V roce 1075 zde mniši z opatství Aniane založili klášter Saint-Sauveur du Rozier. Kolem kláštera pěstovali růže a místo se pak nazývalo "Campum Dictum Rosarium" (tj. pole řečené růžové) neboli "Campus Rosarium". V okcitánštině se mu říkalo "Lou Rousio" (s "s"), nyní se mu říká "Le Rozier" (se "z"). Do současnosti se z kláštera dochoval pouze kostel, který byl v roce 1960 zapsán na seznam historických památek Francie.

## Galerie

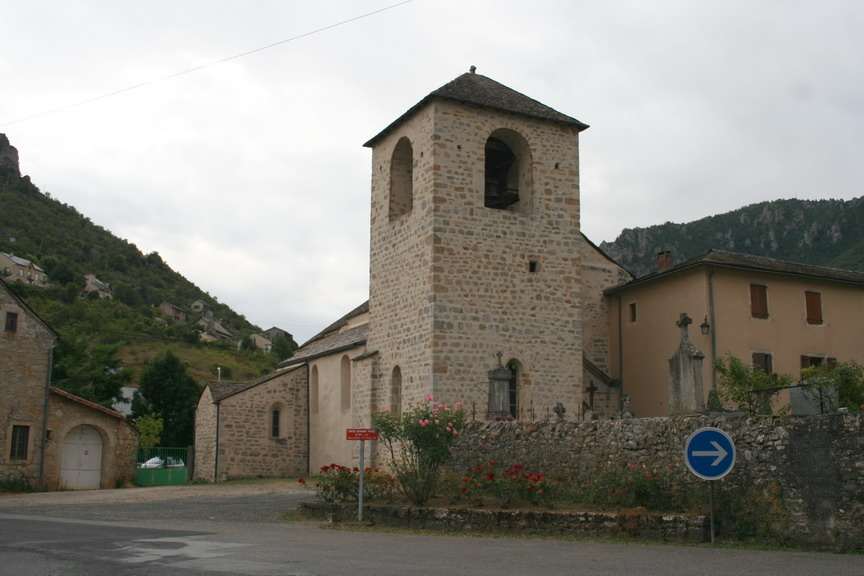
kostel Saint-Sauveur v Le Rozier
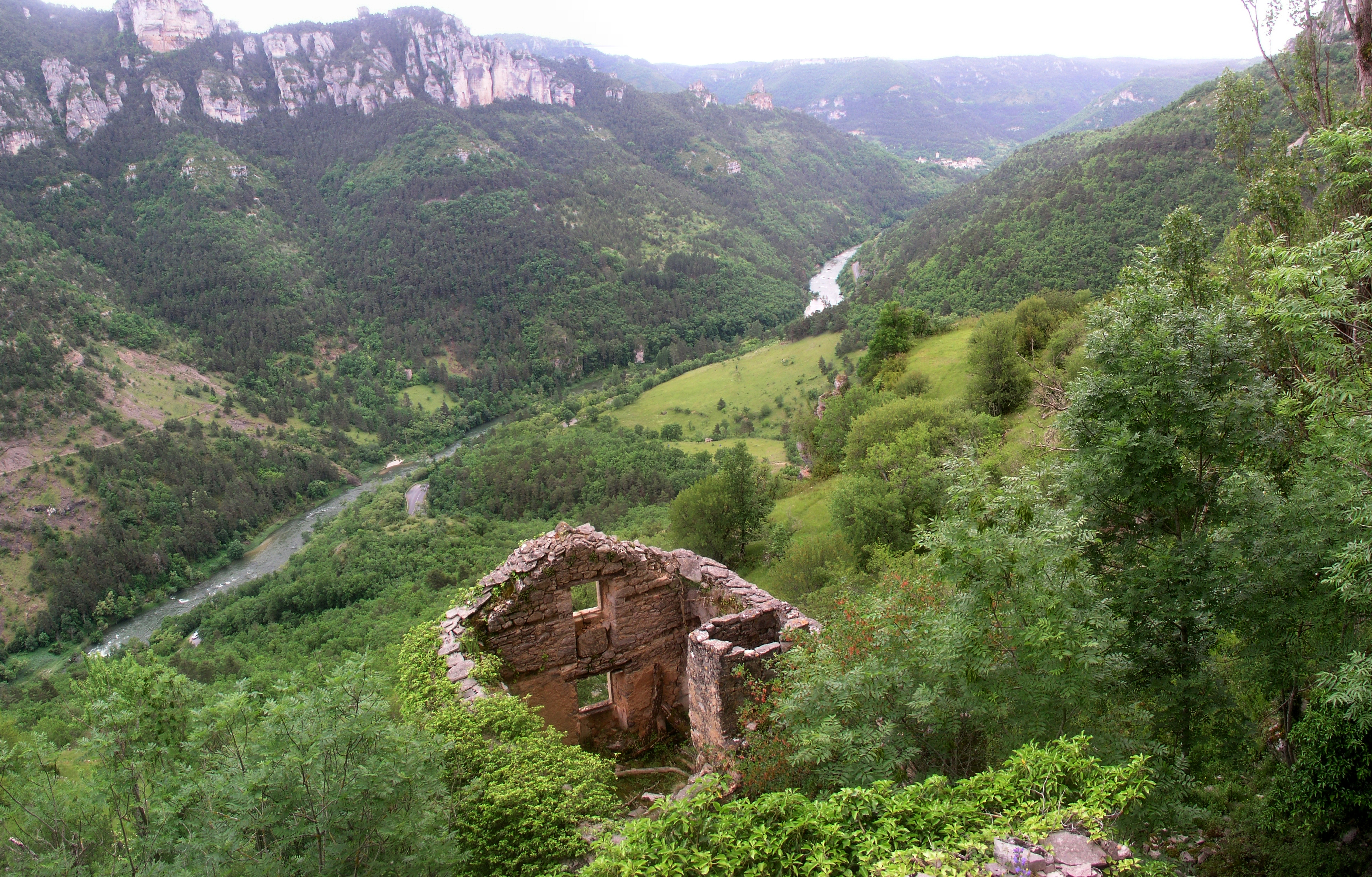
Gorges du Tarn z pohledu od Églazines (obec Mostuéjouls). Vlevo od řeky se nachází obec Le Rozier.
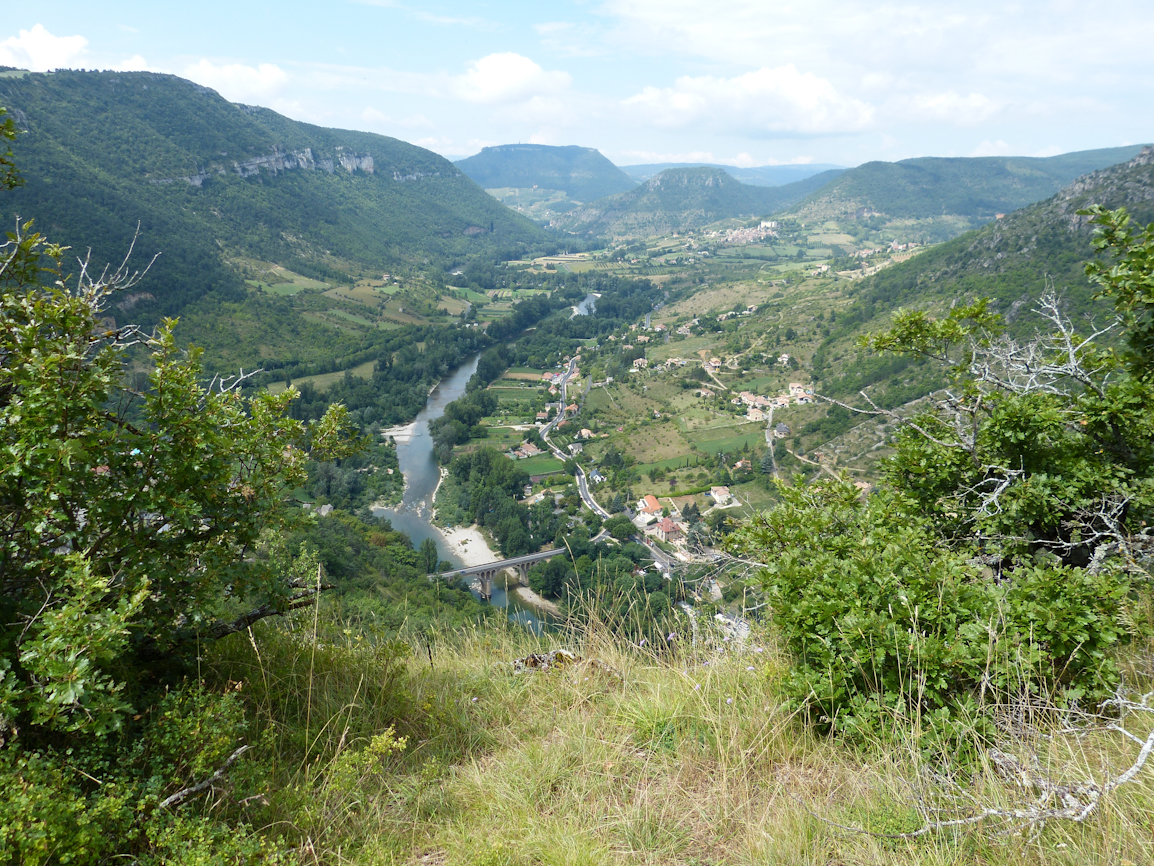
pohled na Le Rozier
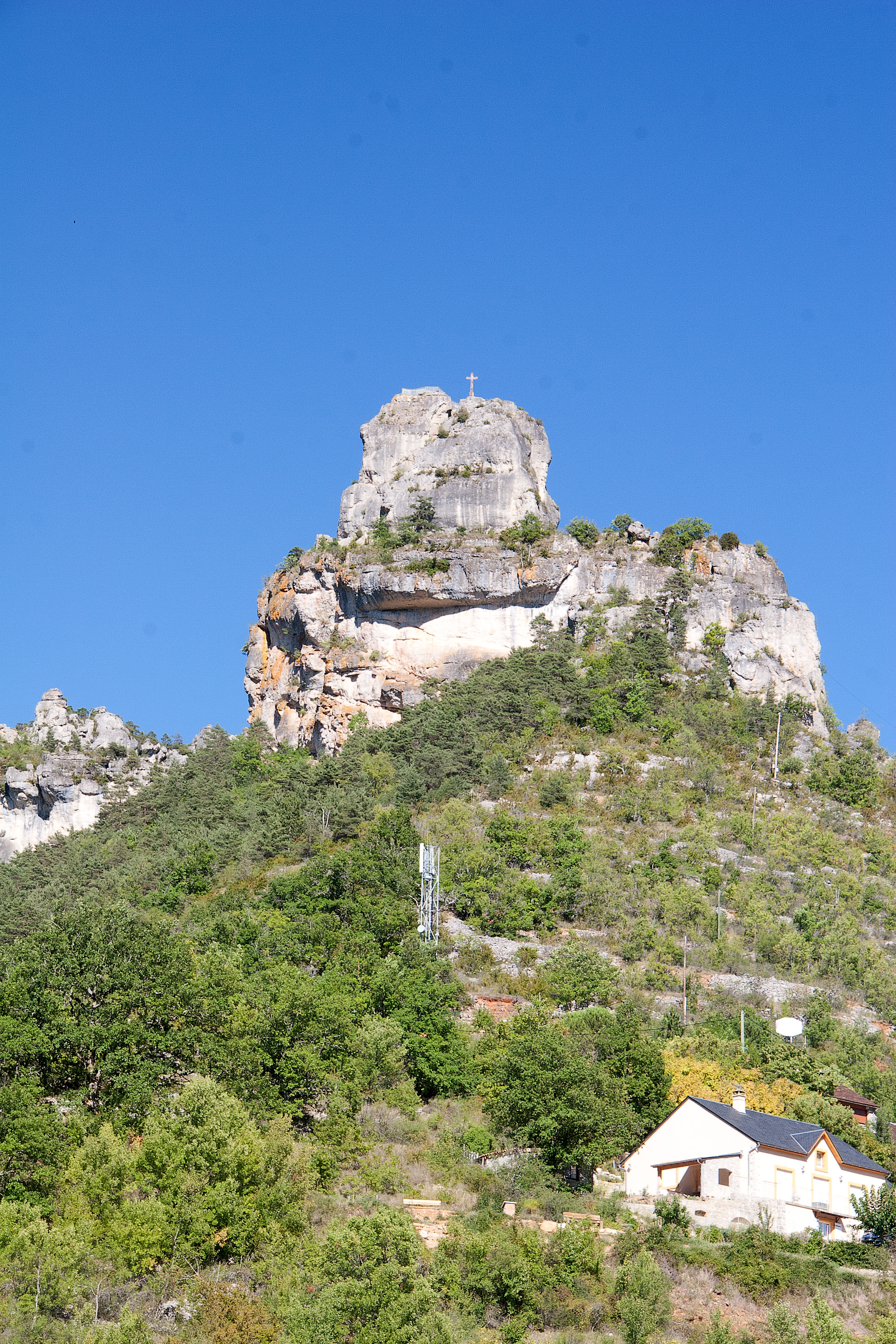
Vyhlídková skála Rocher de Capluc.
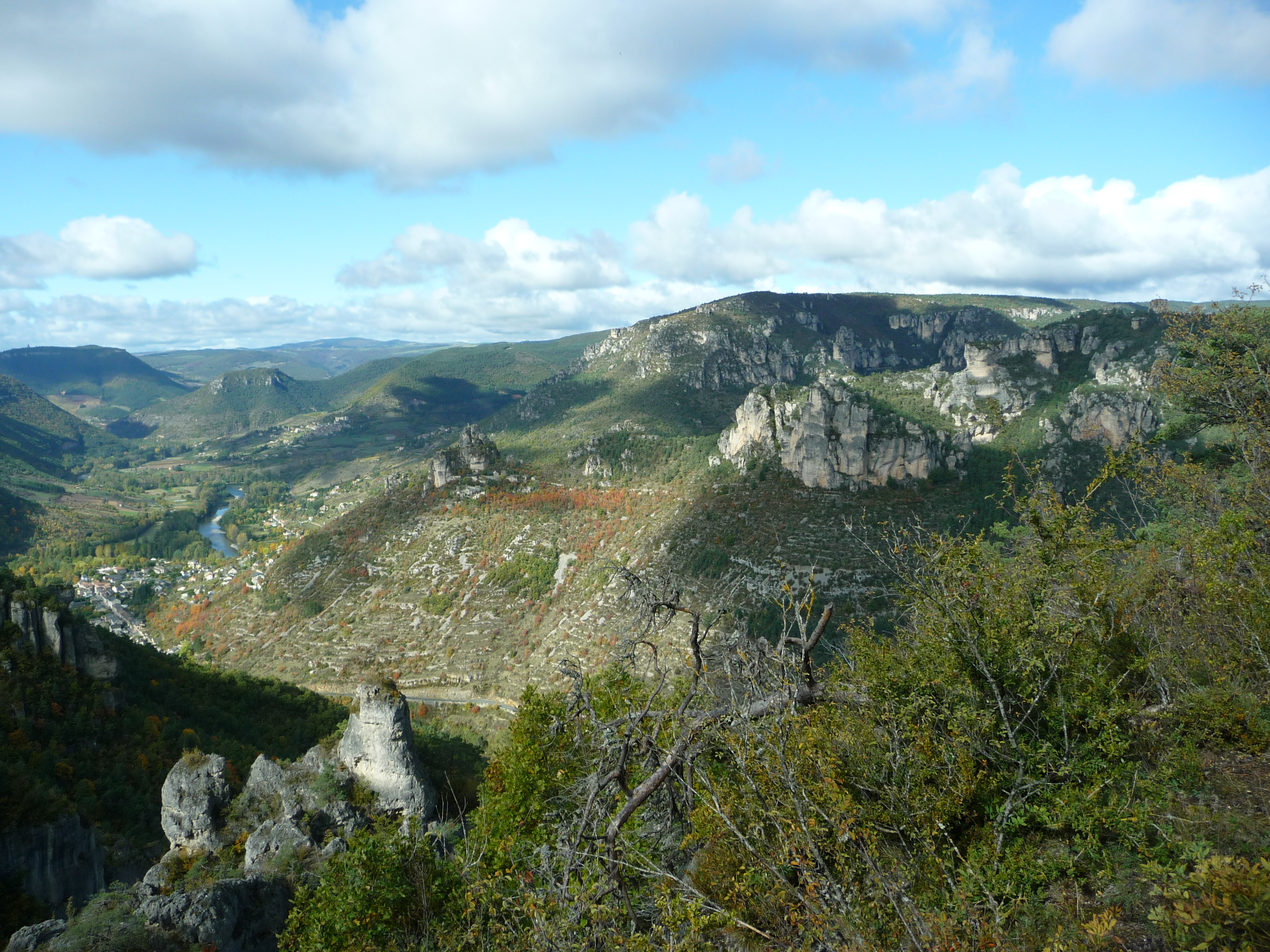
pohled na Le Rozier z vyhlídky Rocher de Capluc
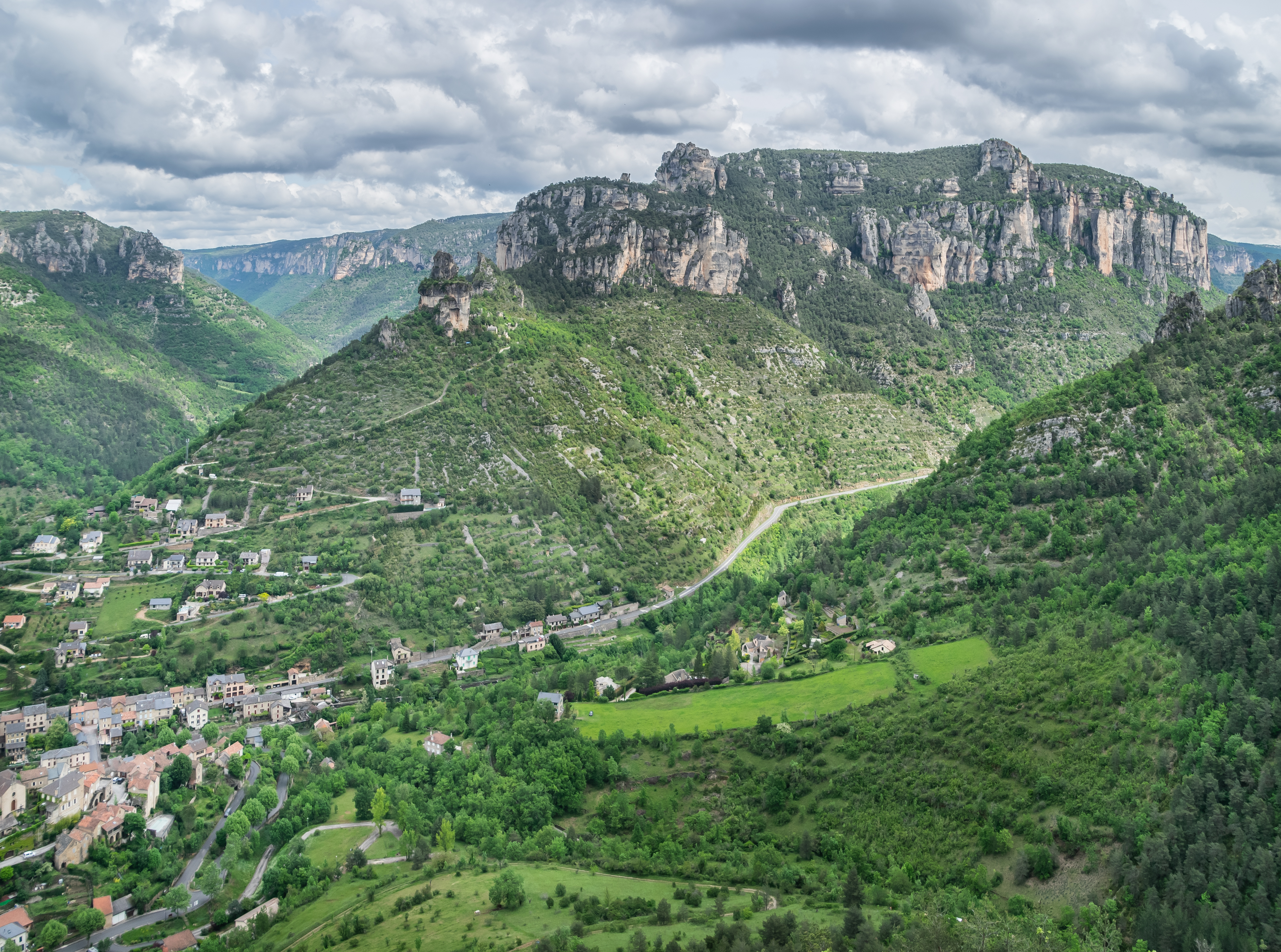
pohled na Peyereleau (v popředí) a Le Rozier (v pozadí za řekou)